# Eminence (Kentucky)
Eminence è un comune degli Stati Uniti d'America, situato nello Stato del Kentucky, nella contea di Henry.